# Rivière Armand-Jude
Pour les articles homonymes, voir Armand et Jude.
La rivière Armand-Jude est un affluent de la rive nord de la rivière du Seigneur sur la rive nord-ouest du fleuve Saint-Laurent. Ce ruisseau coule dans la municipalité des Éboulements, dans la municipalité régionale de comté (MRC) de Charlevoix, dans la région administrative de la Capitale-Nationale, dans la province de Québec, au Canada.
La vallée de ce ruisseau est surtout desservi par le chemin de Saint-Hilarion qui remonte vers le nord du côté Est. La partie inférieure est desservie par le chemin du rang Sainte-Marie qui remonte la vallée de la rivière du Seigneur. La sylviculture constitue la principales activité économique de cette vallée.
La surface de la rivière Armand-Jude est généralement gelée du début de décembre jusqu'à la fin de mars ; toutefois la circulation sécuritaire sur la glace se fait généralement de la mi-décembre à la mi-mars. Le niveau de l'eau de la rivière varie selon les saisons et les précipitations ; la crue printanière survient en mars ou avril.

## Géographie
La rivière Armand-Jude prend sa source d'un petit lac (longueur : 0,1 km ; altitude : 346 m), situé en zone forestière du côté ouest du chemin de Saint-Hilarion, dans Les Éboulements. L'embouchure de ce petit lac est située à :
- 3,7 km au sud-est du centre du village de Saint-Hilarion ;
- 8,6 km au nord-ouest du centre du village des Éboulements ;
- 21,4 km au sud-ouest du centre-ville de La Malbaie ;
- 2,8 km au nord-ouest de l'embouchure de la rivière Armand-Jude[2].

À partir de cette source, le cours de la rivière Armand-Jude descend sur 4,0 km, avec une dénivellation de 56 m, selon les segments suivants :
- 1,8 km vers le sud-est en coupant le chemine de Saint-Hilarion et en formant une grande courbe vers le nord-est, jusqu’à un ruisseau (venant du nord-ouest) ;
- 2,2 km vers le sud-est en zone forestière et agricole, en coupant le chemin du rang Sainte-Marie en passant entre deux petits lacs et courbant vers le sud-est, jusqu'à son embouchure[2].

La rivière Armand-Jude se déverse sur la rive nord de la rivière du Seigneur. Cette embouchure est située à :
- 6,5 km au sud-est du centre du village de Saint-Hilarion ;
- 22,2 km au sud-ouest du centre-ville de La Malbaie ;
- 5,9 km au sud-ouest du centre du village des Éboulements.

## Toponymie
Ce nom de personne a été recueilli lors d'une enquête de 1976.
Le toponyme "rivière Armand-Jude" a été officialisé le 17 août 1978 à la Banque des noms de lieux de la Commission de toponymie du Québec.